# Добра-Вода (район Трнава)
Добра-Вода (словац. Dobrá Voda) — село и одноимённая община в районе Трнава Трнавского края Словакии. В письменных источниках упоминается с 1392 года.

## География
Село расположено в западной части края, в долине Малых Карпат, при автодороге 1276. Абсолютная высота — 248 метров над уровнем моря. Площадь муниципалитета составляет 32,98 км². В селе есть римско-католический костёл Рождества Пресвятой Богородицы, построенная в 1820 году. Над деревней находятся руины средневекового замка.

## Население
По данным последней официальной переписи 2011 года, численность населения селa составляла 824 человек.
Динамика численности населения общины по годам:
| Год:                | 1994 | 2004    | 2014    | 2024    |
| ------------------- | ---- | ------- | ------- | ------- |
| Количество человек: | 855  | 841     | 810     | 795     |
| Разница:            |      | −1,63 % | −3,68 % | −1,85 % |

Национальный состав населения (по данным переписи населения 2011 года):
| Национальность | Численность, человек |
| -------------- | -------------------- |
| словаки        | 803                  |
| украинцы       | 1                    |
| русские        | 1                    |
| не указана     | 26                   |

## Известные уроженцы и жители
- Голлы, Ян (1785—1849) — словацкий поэт и католический священник.